# Enzo Bonagura
Pasquale Vincenzo Bonagura, meglio conosciuto con il diminutivo di Enzo (San Giuseppe Vesuviano, 13 aprile 1900 – Nepi, 16 marzo 1980), è stato un poeta e paroliere italiano.

## Biografia
Nacque a San Giuseppe Vesuviano (NA), frequentò scuole a Nocera Inferiore, a Sarno e a Napoli e, nonostante una carriera scolastica precaria e disordinata, decise di iscriversi all'università, alla facoltà di Farmacia, ma nel 1919 fu chiamato al servizio militare e abbandonò gli studi. Quando venne congedato, grazie alle sue doti di oratore e scrittore, divenne segretario politico del partito fascista.
La sua militanza cessò nel 1924, dopo il delitto Matteotti, per poi riprendere, con la stessa carica, dal 1929 al 1936. Già dagli anni venti aveva cominciato a dedicarsi alla poesia, componendo le sue prime canzoni, in lingua italiana: L'amante mia (1921), Salotto (1921) e Via-vai (1923). Nel 1936 ottenne successo con i versi di Sartina, molto apprezzati dalla Editrice Napoletana, che affidò il brano di Bonagura a Gennaro Pasquariello.
Negli anni trenta Bonagura compose alcuni dei suoi capolavori: Brava gente (1934), Roselline (1935, scritta con Giuseppe Anepeta) e Vecchia ringhiera (1936). Poco più tardi il poeta sposò Carmelita Barontini, originaria di Macerata. In quella città visse per un certo tempo con la moglie, che gli diede tre figli: Stefano, Luca e Maria Cristina. Nonostante il dramma della morte del figlio, Bonagura continuò a scrivere e a musicare, ottenendo un grandissimo successo soprattutto con Acquarello napoletano (1947, scritta insieme al maestro Benedetto) e Scalinatella (1948). Nel 1954 compose, con Renato Carosone, la celeberrima Maruzzella, la canzone che lo consacrò alla storia della musica napoletana. Due anni dopo partecipò al Festival della Canzone Abruzzese-Molisana di Vasto con Mbrelline de sammuche su versi del poeta abruzzese Vittorio Clemente. Nel 1957 scrisse invece Il pericolo numero uno, interpretata da Claudio Villa al settimo Festival di Sanremo.
Il suo ultimo grande successo fu Cerasella (1959), scritta con Danpa e Sciorilli.
Nel 1975 fu colpito da una trombosi che gli paralizzò il braccio e la gamba destra, e lo privò quasi completamente della voce. In seguito all'aggravarsi di una bronchite cronica, morì in una clinica di Nepi, in provincia di Viterbo, il 16 marzo 1980. Le sue spoglie riposano, per sua volontà, nel cimitero di Ottaviano, nella cappella di famiglia.